# GAZ-AA
GAZ-AA − lekki samochód ciężarowy ładowności 1,5 tony, produkowany przez radziecką firmę GAZ w latach 1932-1950. Potocznie nazywany w ZSRR połutorka (od rosyjskiego: półtorej tony). Do napędu użyto silnika R4 o pojemności 3,3 litra. Moc przenoszona była na oś tylną poprzez 4-biegową skrzynię biegów. Samochód wyposażony był w mechaniczne hamulce na obu osiach.
Oryginalnie samochód był licencyjną wersją amerykańskiego Forda AA identyczną z oryginałem; w czasie trwania produkcji wprowadzano stopniowo własne modyfikacje. Od 1938 roku produkowano model z silnikiem GAZ-MM wzmocnionym do 50 KM, określany czasami także jako GAZ-MM, aczkolwiek w dokumentacji fabrycznej samochody te były oznaczane w dalszym ciągu jako GAZ-AA. Podczas II wojny światowej produkowano zubożoną wersję modelu - wyposażana była ona w jedną lampę przednią oraz drewniane drzwi. GAZ-AA powstawał w wielu wersjach: wóz strażacki, ambulans czy pojazd do konwoju więźniów. W 1947 montaż samochodów, a następnie produkcję podjęto w fabryce UAZ. W 1950 zakończono produkcję modelu w zakładach GAZ, łącznie powstało ponad milion egzemplarzy. W listopadzie 1951 roku zakończono ich produkcję także w zakładach UAZ.

## Dane techniczne

### Silnik
- R4 3,3 l (3285 cm³), 2 zawory na cylinder, SV
- Układ zasilania: gaźnik
- Średnica cylindra × skok tłoka: 98,43 mm × 107,95 mm
- Stopień sprężania: 4,22:1
- Moc maksymalna: 41 KM przy 2200 obr./min
- Maksymalny moment obrotowy: 16,5 kGm (162 Nm)

### Osiągi
- Prędkość maksymalna: 70 km/h (załadowany)
- Średnie zużycie paliwa: 20,5 l / 100 km

### Inne
- Promień skrętu: 7,5 m
- Koła: 6,5 x 20 cali
- Ładowność: 1500 kg